# Siegfried Rauch (Motorjournalist)
Siegfried Rauch (* 10. Februar 1906 in Chemnitz; † 2. April 1996 in Hilpoltstein) war ein deutscher Ingenieur, Motorjournalist und Buchautor mit Schwerpunkt Motorradtechnik.

## Leben und Wirken
Nach Erarbeitung einiger Fachbücher über Pkw- und Lkw-Technik sowie mehrerer für die Industrie hergestellter technischer Anleitungen verschoben sich nach 1945 seine Themenschwerpunkte immer mehr zur Motorradtechnik. Schon als 23-Jähriger hatte Rauch, ein Verfechter der Zweitakttechnik, Beiträge in der Zeitschrift Das Motorrad veröffentlicht. Vor dem Krieg arbeitete er bei der Auto Union AG, unter anderem als Leiter der Kundendienstschule von DKW in Zschopau. In der zweiten Hälfte der 1950er-Jahre übersiedelte er aus der DDR – dort war er Technischer Leiter und Oberingenieur im VEB Forschungs- und Entwicklungswerk Karl-Marx-Stadt – in die Bundesrepublik und wurde 1958/59 Chefredakteur der in Stuttgart erscheinenden Zeitschrift Das Motorrad. Diese Funktion hatte er bis 1976 inne.
Nach 1950 schrieb er viele Bücher über Fahrrad-, Moped-, Motorroller- und Motorradtechnik und arbeitete auch an markenspezifischen Titeln mit. Darunter ist unter anderem ein Werk über den Kleinwagen BMW 700. In mehreren Auflagen erschien Rauchs DKW – Die Geschichte einer Weltmarke. Seine letzte Arbeit mit dem Titel Zweitaktmotoren im Automobilbau – Reminiszenzen und Perspektiven blieb unvollendet; Rauch starb kurz vor der Fertigstellung im 91. Lebensjahr.
Sein Sohn Volker Rauch (1937–1993) gab einige Jahrbücher über Motorrad-Weltmeisterschaften heraus und lieferte zum Teil auch die Fotos dazu.